# Йон Паладь
Йон Паладь (рум. Ion Paladi; нар. 10 жовтня 1984, Кишкарень, Синжерей )  — молдовський виконавець народної музики.
Почав співати в 11 років, коли супроводжував свого батька на весілля. Між 2000 – 2004 роками  навчався в Республіканському музичному коледжі імені Штефана Няги , а між 2004 і 2008 роками навчався в Академії музики, театру і образотворчого мистецтва в Кишиневі за спеціальністю «академічне хорове диригування». У серпні 2010 року одружився з Веронікою Болгарі.
Дебютував у музичній індустрії в 2004 році з альбомом From the Heart to the World. У 2006 році підписав контракт імпресаріо з музичною продюсерською компанією Sens Music. У 2007 році випустив альбом Bine-i șade mesei mele, що став результатом першої співпраці з національним оркестром «Lăutarii» під керівництвом Ніколає Ботгроса. Перший сольний концерт дав у Національному палаці імені Ніколає Сулака в Кишиневі 3 березня 2009 року під назвою «Мене звати Йон».  У 2010 році вирушає в тур по Західній Європі , а в 2011 році випускає відео на пісні Foaie verde și-un chiperi și Măicuța-i cântec și iubire. 1 грудня 2012 року випустив кліп на пісню Dorul Basarabiei. Випустив однойменний альбом під час туру в березні 2013 року в Кишиневі, Яссах і Парижі.
У 2008 році став лауреатом Національної премії в галузі легкої музики за пісню Mii de stele. 26 березня 2009 року президентом Республіки Молдова йому присвоєно почесне звання «Заслужений артист».
Йон Паладь одружений з Веронікою Болгарі, подружжя має сина на ім'я Лучіян. 

## Дискографія
Альбоми
- De la inimă la lume (2004; Trimedial Music)
- Pe mine mă cheamă Ion (2006; Sens Music)
- Bine-i șade mesei mele (2007)
- Dorul Basarabiei (2013; Roton)

Сингли та відео
- Dorul Basarabiei (cu Orchestra "Lăutarii", dirijor Nicolae Botgros)
- Fa Marie cu bariz (feat. Cristina Spătar)

## Зовнішні посилання
- Офіційний веб-сайт